# Calapnita phyllicola
Calapnita phyllicola är en spindelart som beskrevs av Christa L. Deeleman-Reinhold 1986. Calapnita phyllicola ingår i släktet Calapnita och familjen dallerspindlar. Inga underarter finns listade.